# Montigny-lès-Cherlieu
Montigny-lès-Cherlieu település Franciaországban, Haute-Saône megyében. Lakosainak száma 121 fő (2022. január 1.). Montigny-lès-Cherlieu Bougey, Chauvirey-le-Châtel, Chauvirey-le-Vieil, Jussey, Melin, Oigney, Preigney, Saint-Marcel és Vitrey-sur-Mance községekkel határos.

## Népesség
A település népességének változása:
| Lakosok száma | 181  | 157  | 161  | 157  | 147  | 138  | 128  | 124  | 121  |
|               | 2013 | 2015 | 2016 | 2017 | 2018 | 2019 | 2020 | 2021 | 2022 |